# والکونیا
والکونیا (به مجاری:  Valkonya) یک شهرداری در مجارستان است که در زالا واقع شده‌است. والکونیا ۷٫۵۵ کیلومتر مربع مساحت و ۶۸ نفر جمعیت دارد.